# Paralimnophila artursiana
Paralimnophila artursiana är en tvåvingeart som beskrevs av Günther Theischinger 1996. Paralimnophila artursiana ingår i släktet Paralimnophila och familjen småharkrankar. Inga underarter finns listade i Catalogue of Life.